# Manresa (restaurante)
Manresa es un restaurante ubicado en Los Gatos, California que se especializa en cocina californiana.

## Historia
Manresa fue fundado en 2002 por el chef David Kinch. En 2007 obtuvo dos estrellas Michelin, completando su certificación de tres estrellas en 2016.
El diario San Francisco Chronicle le dio cuatro estrellas al restaurante en 2015. En 2012, Forbes lo ubicó en la cima de la lista de los mejores restaurantes de los Estados Unidos. En 2014 fue uno de los finalistas del premio otorgado por la Fundación James Beard.